# Paul-Lou Duwiquet
Paul-Lou Duwiquet, né le 12 juillet 1995 à Calais, Pas-de-Calais, est un joueur de basket-ball français. Il occupe actuellement le poste d'arrière à l'AS Loon-Plage.

## Biographie
Il a joué à Oye-Plage.
Le 31 mai 2015, il remporte le trophée du futur contre Paris-Levallois.
En juin 2015, alors qu'll lui reste une année en espoir, il est prêté à Lille pour jouer en Pro B. Il fait partie des douze joueurs sélectionnées pour participer au championnat d'Europe U20 en Turquie.

## Clubs
- 2010-2015 :  BCM Gravelines-Dunkerque (Pro A)
- 2015-2017 :  Lille MBC (Pro B)
- 2017-2018 :  UJAP Quimper (Pro B)
- 2018-2019 :  Caen BC (Pro B)
- 2019-2023 :  UJAP Quimper (Pro B)
- 2023- :  AS Loon-Plage (NM1)

## Palmarès

### En club
- Champion de France cadets : 2010
- Vice-Champion de France cadets : 2012
- Championnat de France espoirs : 2014
- Trophée Coupe de France séniors masculins : 2013, 2014
- Vainqueur du Trophée du futur : 2014, 2015

### Sélection nationale
- Participation à l'Euro U16 : 2011
- Participation au championnat du monde U17 : 2012
- Participation à l'Euro U20 : 2015